# Hokejowa Liga Mistrzów
Hokejowa Liga Mistrzów (oficjalny skrót CHL, od ang. Champions Hockey League) – międzynarodowe, klubowe rozgrywki hokeja na lodzie, utworzone z inicjatywy Międzynarodowej Federacji Hokeja na Lodzie (IIHF).

## Historia
20 kwietnia 2007 IIHF podjęła decyzję o zlikwidowaniu z końcem sezonu 2007/2008 rozgrywek Pucharu Mistrzów IIHF i wprowadzeniu w ich miejsce zupełnie nowej rywalizacji pucharowej dla czołowych europejskich klubów hokejowych, począwszy od sezonu 2008/2009. 13 stycznia 2008 - podczas kongresu tej organizacji w Petersburgu - oficjalnie powołano do życia hokejową Ligę Mistrzów.

### Dotychczasowi triumfatorzy
| Edycja | Sezon     | Zwycięzca                                  | Wynik                                      | Finalista                                  | Półfinaliści                               |
| ------ | --------- | ------------------------------------------ | ------------------------------------------ | ------------------------------------------ | ------------------------------------------ |
| I.     | 2008/2009 | ZSC Lions                                  | 7:2                                        | Mietałłurg Magnitogorsk                    | Saławat Jułajew Ufa i Espoo Blues          |
| II.    | 2014/2015 | Luleå HF                                   | 4:2                                        | Frölunda HC                                | Skellefteå AIK i Oulun Kärpät              |
| III.   | 2015/2016 | Frölunda HC                                | 2:1                                        | Oulun Kärpät                               | HC Davos i Rauman Lukko                    |
| IV.    | 2016/2017 | Frölunda HC                                | 4:3 d.                                     | Sparta Praga                               | Fribourg-Gottéron i Växjö Lakers           |
| V.     | 2017/2018 | JYP                                        | 2:0                                        | Växjö Lakers                               | Bílí tygři Liberec i HC Oceláři Trzyniec   |
| VI.    | 2018/2019 | Frölunda HC                                | 3:1                                        | EHC Red Bull Monachium                     | HC Pilzno 1929 i EC Red Bull Salzburg      |
| VII.   | 2019/2020 | Frölunda HC                                | 3:1                                        | Mountfield Hradec Králové                  | Luleå HF i Djurgårdens IF                  |
| VIII.  | 2020/2021 | Edycja odwołana z powodu pandemii COVID-19 | Edycja odwołana z powodu pandemii COVID-19 | Edycja odwołana z powodu pandemii COVID-19 | Edycja odwołana z powodu pandemii COVID-19 |
| IX.    | 2021/2022 | Rögle BK                                   | 2:1                                        | Tappara Tampere                            | EHC Red Bull Monachium i Frölunda HC       |

### System pierwszych rozgrywek
W pierwszych rozgrywanych uczestniczyło 12 drużyn było podzielonych na 4 trzyzespołowe grupy, w których kluby grały systemem każdy z każdym mecz i rewanż. Do półfinałów awansowali zwycięzcy grup. Półfinały i finał rozegrano systemem pucharowym mecz i rewanż. Gospodarzem drugiego meczu była drużyna mająca lepszy bilans punktowy w grupie.
Docelowo udział w rozgrywkach miały brać drużyny ze wszystkich europejskich federacji hokejowych zrzeszonych w IIHF.
| Miejsce w rankingu IIHF | Państwo    | Nazwa ligi              | Liczba zespołów do wystawienia w CHL |
| 1.                      | Szwecja    | Elitserien              | 2                                    |
| 2.                      | Finlandia  | SM-liiga                | 2                                    |
| 3.                      | Czechy     | O2 Extraliga            | 2                                    |
| 4.                      | Rosja      | KHL                     | 2                                    |
| 5.                      | Słowacja   | Slovnaft extraliga      | 1                                    |
| 6.                      | Szwajcaria | National League A       | 1                                    |
| 9.                      | Niemcy     | Deutsche Eishockey Liga | 1                                    |
| od 5. do 9.             | pozostałe  | zwycięzca kwalifikacji  | 1                                    |
| -                       | -          | razem:                  | 12                                   |

### Edycja2008/2009
Przed rozpoczęciem premierowej edycji został rozegrany turniej kwalifikacyjny, który odbył się od 12 do 14 września 2008 w Arena Nürnberger Versicherung w Norymberdze. Zwycięzca awansował do fazy grupowej turnieju.
Sportowe zmagania jej premierowej edycji zostały zainaugurowane 8 października 2008 meczami pierwszej kolejki, a zakończone - przeprowadzonym w dniach 21-28 stycznia 2009 - finałem. W głównej fazie rozgrywek uczestniczyło 12 drużyn z 7 państw. W finale rozgrywanym formułą dwumeczu spotkały się drużyny: ZSC Lions oraz Mietałłurg Magnitogorsk. Zwycięzcą została drużyna ze Szwajcarii, która zwyciężyła 7:2 (w danych spotkania 2:2 i 5:0). Najskuteczniejszym zawodnikiem turnieju został Kanadyjczyk Jean-Guy Trudel, zaś królem strzelców Szwajcar Adrian Wichser. MVP turnieju został Fin Ari Sulander (wszyscy ZSC Lions).
| 21 stycznia 2009 | Mietałłurg Magnitogorsk | 2:2 | ZSC Lions | Arena Metallurg, Magnitogorsk |

| Szczegóły      | Szczegóły                                    | Szczegóły       | Szczegóły                                     | Szczegóły                                                               |
| -------------- | -------------------------------------------- | --------------- | --------------------------------------------- | ----------------------------------------------------------------------- |
| Godzina: 17:30 | W. Atiuszow 51:01 (EQ) T. Rolinek 59:17 (EQ) | (0:2, 0:0, 2:0) | 09:14 (EQ) J. G. Trudel 12:05 (EQ) M. Wichser | Widzów: 7700 Sędzia główny: Petr Blümel Sędziowie liniowi: Roman Pouzar |

| 28 stycznia 2009 | ZSC Lions | 5:0 | Mietałłurg Magnitogorsk | Diners Club Arena, Rapperswil |

| Szczegóły      | Szczegóły                                                                                               | Szczegóły       | Szczegóły | Szczegóły                                                                   |
| -------------- | --- | --------------- | --------- | --------------------------------------------------------------------------- |
| Godzina: 19:30 | B. Down 17:17 (EQ) P. Sejna 34:48 (PP) M. Seger 48:57 (PP) J. Alston 49:51 (EQ) J. G. Trudel 57:29 (EQ) | (1:0, 1:0, 3:0) |           | Widzów: 6200 Sędzia główny: Mikko Kekalainen Sędziowie liniowi: Jussi Terho |

### Niedoszła edycja 2009/2010
Z państw, mogących wystawić po 1 przedstawicielu do CHL desygnowany będzie mistrz kraju, natomiast federacje posiadające 2 miejsca obsadzą je mistrzem kraju oraz zwycięzcą rywalizacji w sezonie zasadniczym (przed rozpoczęciem fazy play off). Jeżeli będzie to ta sama drużyna - w CHL grać będzie wicelider tabeli po sezonie zasadniczym.
Od sezonu 2009/2010 do rozgrywek hokejowej Ligi Mistrzów miały zostać dopuszczone 24 zespoły, jednak decyzje o przydziale miejsc poszczególnym federacjom zapadnią w drugiej połowie 2008 (spore szanse na znalezienie się w tym gronie miał posiadać triumfator polskiej Ekstraligi).
Na sezon 2009/2010 początkowo planowano rozszerzenie rozgrywek do drużyn z 22 krajów, z których te najsłabsze miały rywalizować w dwustopniowych kwalifikacjach. Z powodu rezygnacji sponsorów i problemów ze znalezieniem nowych IIHF odwołała jednak rozgrywki, ale obiecała ich powrót w sezonie 2010/2011.
Jednak w 9 marca 2010 roku Międzynarodowa Federacja Hokeja na Lodzie (IIHF) poinformowała, że ostatecznie rezygnuje z zabiegów na rzecz reaktywacji Hokejowej Ligi Mistrzów. W kolejnych sezonach mimo obowiązywania umowy z powodu problemów finansowych nie udało się przeprowadzić rozgrywek ELM. Z zaproponowanych projektów żaden nie został zaakceptowany przez IIHF, związki krajowe i władze lig.
Decyzję IIHF o zawieszeniu rozgrywek w sezonie 2009/10 zaskarżył w sądzie szwajcarski klub SC Bern, który twierdzi, iż z powodu odwołania rozgrywek w ubiegłym sezonie stracił 1,2 mln franków szwajcarskich żądając zadośćuczynienia za poniesienie straty finansowe. Decyzję w trej sprawie podejmie Sportowy Sąd Arbitrażowy.

### Nieudana reaktywacja oPuchar Prezydenta
W 2011 postanowiono o stworzeniu turnieju pod nazwą Puchar Prezydenta, który miał stanowić niejako kontynuację rozgrywek w innym formacie. Turniej miał na celu wyłonienie najlepszej drużyny klubowej spośród triumfatorów najsilniejszych lig narodowych. Impreza miała mieć identyczny format, jak rozgrywany w latach 2005–2008 Puchar Mistrzów IIHF.
Turniej zaplanowano w terminie 5-8 stycznia 2012 w Petersburgu (Rosja) i miało w nim wziąć udział sześć drużyn, aktualnych mistrzów najmocniejszych lig europejskich: niemiecki Eisbären Berlin (DEL), szwedzki Färjestads BK (Elitserien), szwajcarski HC Davos (National League A), fiński HIFK (SM-liiga), HC Oceláři Trzyniec (Tipsport Extraliga) i rosyjski Saławat Jułajew Ufa (KHL). Pula nagród finansowych miała wynieść 1 mln franków szwajcarskich (ok. 3,24 mln złotych), z czego zwycięzca otrzymał 400 tysięcy.

### Edycja2014/2015

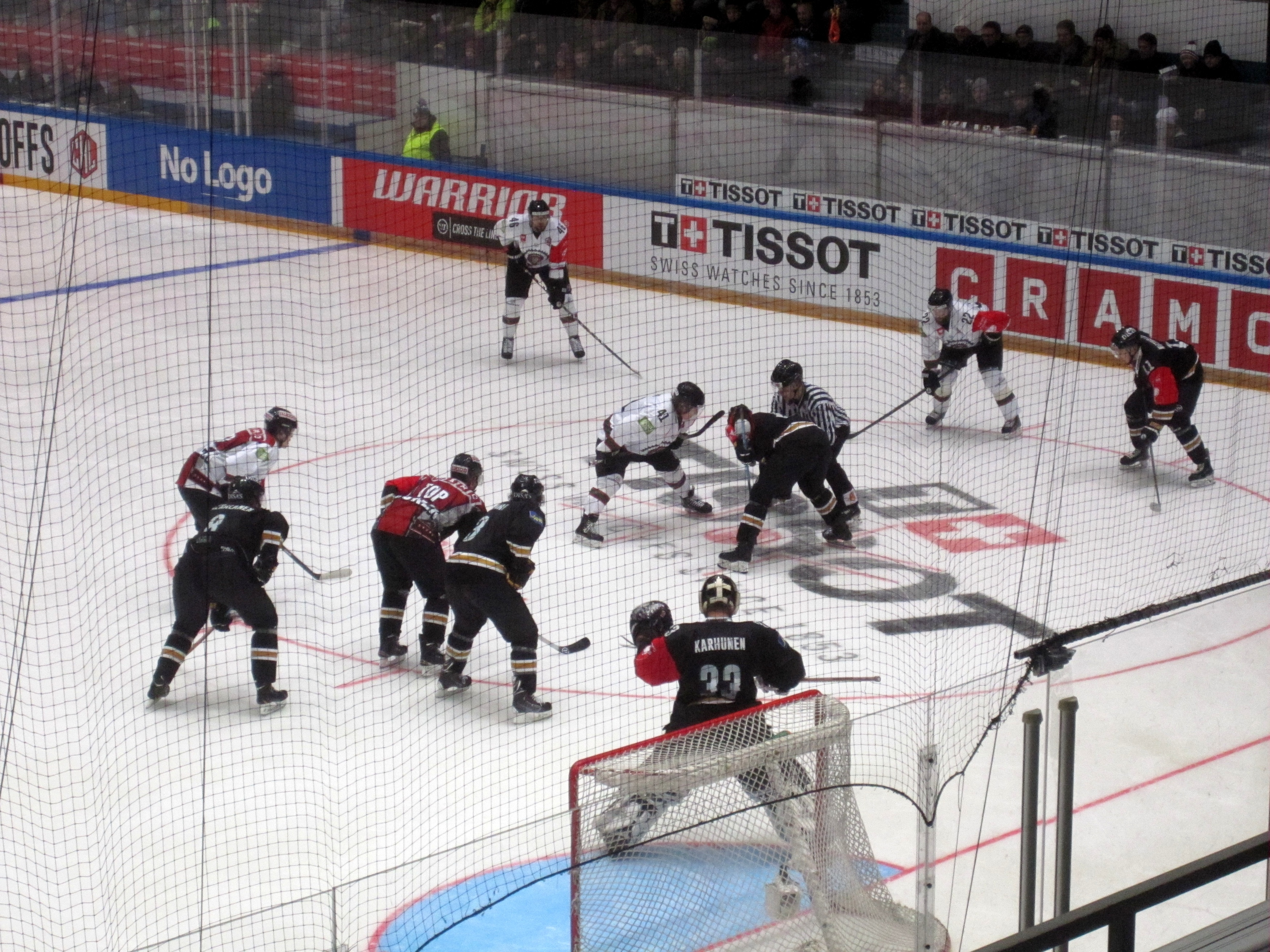
Mecz półfinałowy Kärpät - Frölunda.

W 2013 podjęto decyzję o przywróceniu rozgrywek HLM w sezonie 2014/2015. Rozgrywki odbyły się od 21 sierpnia 2014 do 3 lutego 2015. Początkowo planowano, ze weźmie w niej udział 40 zespołów z najmocniejszych lig europejskich, jednak z wyłączeniem rozgrywek KHL. W lutym 2014 podano kolejne szczegóły rozgrywek, zaprezentowano logo oraz zaanonsowano wstępnie uczestników. Ostatecznie do turnieju włączono kolejne cztery drużyny, w tym 6 drużyn dostało tzw. dziką kartę.
Rozgrywki rozpoczęły się od fazy grupowej w której 44 zespoły (z 12 państw) podzielone zostały do 11 grup. Zwycięzcy grup oraz pięć drużyn z drugich miejsc z najlepszym bilansem punktowym awansowało do fazy pucharowej. Faza pucharowa składała się z czterech rund. Trzy z nich rozgrywane były w formuje mecz-rewanż, zaś finał rozgrywany jest na lodowisku drużyn, która zdobyła najwięcej punktów w czasie całych rozgrywek.
Rozgrywki wygrała szwedzka drużyna Lulea, która pokonała na własnym lodowisku w finale zespół Frölunda z tego samego kraju. Królem strzelców został Szwed Andreas Johnsson, zaś najskuteczniejszym zawodnikiem Mathis Olimb (obaj z Frölundy). Ponadto Norweg został wybrany najbardziej wartościowym zawodnikiem rozgrywek.
| 3 lutego 2015 | Luleå HF | 4:2 | Frölunda HC | Coop Arena, Luleå |

| Szczegóły      | Szczegóły                                                                              | Szczegóły       | Szczegóły                                   | Szczegóły                                                                       |
| -------------- | -------------------------------------------------------------------------------------- | --------------- | ------------------------------------------- | ------------------------------------------------------------------------------- |
| Godzina: 20:15 | K. Näkyvä (PP) 47:43 P. Cehlárik (PP) 48:57 J. Forsberg (PP) 53:04 D. Kukan (EN) 58:36 | (0:2, 0:0, 4:0) | 00:17 (EQ) J. Lundqvist 12:45 (EQ) M. Olimb | Widzów: 6300 Sędzia główny: Daniel Piechaczek Sędziowie liniowi: Aleksi Rantala |
| Godzina: 20:15 | 8 min. kar                                                                             |                 | 45 min. kar                                 | Widzów: 6300 Sędzia główny: Daniel Piechaczek Sędziowie liniowi: Aleksi Rantala |

### Edycja2015/2016
Rozgrywki odbyły się od 20 sierpnia 2015 do 9 lutego 2016. Uczestniczyło w nich o 8 zespołów więcej niż w poprzedniej edycji. Łącznie wystartowało 48 zespołów z 12 państw (w tym po raz pierwszy z Białorusi. Zmieniono format rozgrywek. Najpierw przeprowadzono fazę grupową w której wszystkie zespoły zostały przydzielone do trzy drużynowych grup (16 grup). Dwie najlepsze drużyny z każdej z grup awansowały do fazy pucharowej. Druga część rozgrywek składała się z pięciu rund. Pierwsze cztery z nich rozgrywane były w formuje mecz-rewanż, zaś finał rozgrywany jest na lodowisku drużyn, która zdobyła najwięcej punktów w czasie całych rozgrywek.
Rozgrywki wygrała szwedzka drużyna Frölunda HC, która pokonała w hali Oulun Energia Areena zespół Oulun Kärpät. Najskuteczniejszym zawodnikiem oraz najbardziej wartościowym zawodnikiem rozgrywek został Amerykanin Ryan Lasch (Frölunda). Najwięcej bramek (7) zdobyli: Fin Toni Koivisto (Lukko), Kanadyjczyk Spencer Abbott (Frölunda) i Szwajcar Andres Ambühl (HC Davos).
| 9 lutego 2016 | Oulun Kärpät | 1:2 | Frölunda HC | Oulun Energia Areena, Oulu |

| Szczegóły      | Szczegóły             | Szczegóły       | Szczegóły                                | Szczegóły                                                                 |
| -------------- | --------------------- | --------------- | ---------------------------------------- | ------------------------------------------------------------------------- |
| Godzina: 20:15 | J. Keränen (PP) 47:01 | (0:2, 0:0, 1:0) | 16:20 (EQ) R. Lasch 17:43 (EQ) S. Abbott | Widzów: 6614 Sędzia główny: Tobias Wehrli Sędziowie liniowi: Marc Wiegand |
| Godzina: 20:15 | 2 min. kar            |                 | 8 min. kar                               | Widzów: 6614 Sędzia główny: Tobias Wehrli Sędziowie liniowi: Marc Wiegand |

### Edycja2016/2017
Rozgrywki odbyły się od 16 sierpnia 2016 do 7 lutego 2017. Uczestniczyło w nich podobnie jak w poprzednim sezonie 48 zespołów z rekordowej ilości państw - 13 (w tym po raz pierwszy z Polski. Format rozgrywek pozostał bez zmian i składał się najpierw z fazy grupowej (16 grup po 3 zespoły), a następnie dwie najlepsze drużyny z każdej z grup awansowały do fazy pucharowej. Druga część rozgrywek składała się z pięciu rund. Pierwsze cztery z nich rozgrywane były w formuje mecz-rewanż, zaś finał rozgrywany jest na lodowisku drużyn, która zdobyła najwięcej punktów w czasie całych rozgrywek.
Tytuł obroniła Frölunda HC, która pokonała w hali Frolundaborgs Isstadion pokonała zespół Sparty Praga.
| 7 lutego 2016 | Frölunda HC | 4:3 d. | Sparta Praga | Frölundaborgs isstadion, Göteborg |

| Godzina: 19:05 |            | (2:2, 1:0, 0:1, 1:0) |             | Widzów: 6044 Sędzia główny: Mikko Kaukokari Sędziowie liniowi: Stefan Fonselius |
| Godzina: 19:05 | 4 min. kar |                      | 41 min. kar | Widzów: 6044 Sędzia główny: Mikko Kaukokari Sędziowie liniowi: Stefan Fonselius |

### Dalsze edycje
Od sezonu 2017/2018 w rozgrywkach mają decydować jedyny aspekty sportowe (zlikwidowanie podziału na licencje A, B, C), bez uzyskania dzikich kart.